# Современное искусство в Иране
Современное искусство в Иране развивалось с 1940-х годов.

## История
Развитие современного искусства в Иране началось ещё в конце 1940-х и начале 1950-х годов. Это был период после смерти известного персидского живописца Камаля оль-Молька (1852—1940), символически обозначившей конец жёсткой приверженности академической живописи в стране.
Открытие в 1949 году Галереи Ападана в Тегеране Махмудом Джавадипуром и его соратниками, а также появление таких художников, как Маркос Григорян в 1950-х годах, ознаменовали начало развития в Иране современного искусства. Для Григоряна источником вдохновения для своего искусства служила народная иранская культура, в частности, традиция изображения рассказчика в кофейне, выраженная визуальным языком «сухой земли и грязи». Одним из учеников Григоряна в Колледже изящных искусств Тегеранского университета был художник и скульптор Хоссейн Зендеруди, который интересовался формами и эстетикой предметов, созданных для поклонения в рамках шиитского ислама. Иранский интеллектуал Карим Эмами сравнил своё искусство с видами предметов, найденных в саккаханах, придумав термин «школа Саккахане».
Новые виды искусства продолжают появляться в Иране и в XXI веке. В 2008 году в министерстве культуры было зарегистрировано декоративно-прикладное искусство азарнегари.

## Движение Саккахане
В 1950-х и 1960-х годах в рамках иранского современного искусства получила распространение школа Саккахане (также известна как Сакка-хана, Сакка-ханех, Сакакханех, Сахахана), которая была создана художниками Хоссейном Зендеруди, Парвизом Танаволи, Фарамарзом Пиларамом, Масудом Арабшахи, Мансуром Кандризом, Насером Овейси, Садек Табризи и Жазе Табатабаем.
Школа Саккахане представляла собой движение неотрадиционного современного искусства, распространённое в Иране и уходящее корнями в историю картин кофеен и визуальных элементов в шиитском исламе. Слово «саккахане» первоначально обозначало тип шиитского храма с водяным фонтаном, встречающийся в Иране, а затем стало представлять художественное движение, придающее большое значение символике. Другие художественные мотивы, характерные для всего региона, нашли своё отражение в школе Саккахане, ярким примером чего служит изображение руки. Художник и критик Карим Эмами отмечал, что сочетание религиозных образов и традиционных декоративных элементов с современными методами живописи в картинах Саккахане сыграло значительную роль в привлечении внимания общественности и ценителей искусства к этому жанру. Его визуальный язык был разработан с опорой на историю шиитской исламской культуры, в частности саккаханы, небольшой общественной зоны, в которой вода доступна всем людям и часто украшенной символами и подношениями. Художники этого жанра заимствовали эти символические традиции, связанные с саккаханой, но использовали их с позиций современного искусства.
К концу 1960-х и 1970-х годам художники школы Саккахане приобрели международную известность, что открыло путь к созданию Тегеранского музея современного искусства в 1977 году, обладающего крупной коллекцией как западных, так и иранских художников. Иранская революция 1979 года приостановило развитие иранского художественного мира.
Изданная в 1978 году книга Эдварда Саида «Ориентализм» среди прочего породила среди искусствоведов дебаты, было ли движение Саккахане затронуто постколониальным взглядом на Иран или же наоборот усилило ориентализм, выдуманную европейскую идею Востока по Саиду.

## Известные деятели иранского современного искусства
| - Аббас - Реза Абедини - Ширин Алиабади - Бахрам Аливанди - Али Акбар Садеги - Айдин Ахдашлу - Массуд Арабшахи - Камруз Арам - Сиа Армаджани - Мортеза Авини - Джамал Бахшпур - Биджан Данешманд - Реза Дегати - Шахрам Энтехаби - Рокни Хаэризаде - Монир Шахруди Фарманфармаян - Махмуд Фаршчиян - Парасту Форухар - Шади Гадирян - Бехруз Гарибпур, лауреат премии Ганса Христиана Андерсена (2002) - Каве Голестан - Барбад Голшири - Маркос Григорян - Джавад Хамиди - Гита Хашеми - Мариам Хашеми - Хосров Хассанзаде - Таране Хемами - Ширазе Хушиари - Пуран Джинчи | - Й. З. Ками - Аббас Катузян - Иман Малеки - Саназ Мазинани - Мортеза Момайез - Фархад Мошири - Ширин Нешат - Никки Ноджуми - Мина Нури - Хоссейн Нури - Эрик Парнес - Мохаммад Радванд - Джалил Расули - Фрейдун Рассули - Джахангир Разми, лауреат Пулитцеровской премии - Бехджат Садр - Реза Ходадади - Мехди Саиди - Хомаюн Салими - Маржан Сатрапи - Кейван Шовир - Митра Табризян - Парвиз Танаволи - Садех Тирафкан - Мохсен Вазири-Могаддам - Альфред Ягобзаде - Манушер Ектай - Нуреддин Заррин Келк - Хоссейн Зендеруди |